# Escoto
Escoto se refiere al nombre que dieron originalmente los antiguos romanos a una tribu de colonos celtas que provenían de la isla de Irlanda y que arrasaron el norte de la Britania romana. Instalados en las Tierras Altas Occidentales de Escocia y, posteriormente, al extenderse por Escocia durante los siglos IV y V, dieron su nombre a dicho país. Su nombre fue sustituido después por el término «gaélico», en última instancia del galés antiguo guoidel ‘salvaje, guerrero’, que hoy da nombre a su lengua celta, el gaélico escocés. Las belicosas tribus de los escotos, junto con los pictos y los misteriosos atticotti, causaron amplios problemas a la administración romana de la provincia de Britania romana, con redadas e incursiones violentas. Al evacuar la isla los romanos y dejarla en un estado de anomia y guerra endémica, muchos escotos se hicieron con el control de las partes occidentales de Gran Bretaña, tras haber emigrado y colonizado las costas de Gales y Escocia.